# حقن الباريوم
حُقَن الباريوم
سِلسِلَة الجهاز المعدي المَعَوِيّ الّسُفلِيّ، وأَيضاً تُسَمّى (حُقنَة البَاريوم):هو إجراء طِبّي يُستَخدَم لإيجاد المُشكِلات المُتَعَلِّقة بالقولون (الأمعاء الغليظة)،يَتِم أخذ صورة بالأشعَّة الّسينيّة بَينَما تُملأ مادّة كبريتات الباريوم بالقولون، التي يَتِم إدخالها من خلال المستقيم (الجزء الأخير من الأمعاء الغليظة).

## الإجراء
يُمكِن إجراء هذا الفَحص في المستشفى أو في العيادة الّصحيّة، يَأخُذ المريض الوضعيَّة المُناسِبة على الّطاولة لِيَتِم أخذ صورة أشعّة إكس (الأشِعّة الّسينيَّة) الّتمهيديّة، يُطلَب من المريض بعدها أن يَستَلقي على جانبِه ليَتِم إدخال أنبوب حُقنة شَرجيّة مُزَيَّت بِشَكِل جَيِّد عبرَ المُستَقيم، في الوقتِ الذي يَتِم فيه إدخال أُنبوب الحُقنَة إلى داخلِ الجِسم، من المُمكِن أن يَشعُر المريض بشعورٍ يُشبِه حَركِة الأمعاء(تَغَوُّط).
كبريتات الباريوم :هي مادّة ظليلة للأشعّة(تَظهَر باللون الأبيض في صورة أشعة اكس)،يُسمَح لها بالّتدَّفُّق وصولاً إلى القولون، يَتواجَد على رأسِ أنبوب الحُقَن بالون كبير، حيثُ أنَّه من المُمكِن نَفخُه للحِفاظ على كبريتات الباريوم في الّداخل، يقوم مُقَدِّم الّرعاية الّصحيّة بمُراقَبِة دخول وتَدَّفُّق مادِّة كبريتات الباريوم باستِخدام ستار الأشعّة الّسينيّة والّتنظير التألُّقي (مثل شاشة الّتلفاز)،يُنفَخ الهواء داخل القولون لتَمديده وبالّتالي الحصول على صورة أفضل(عادةً ما يُسمّى باختبار "مزدوج الّتبايُن").في حالة استخدام الهواء، يتم إعادة إدخال أنبوب الحقن إذا تمّت إزالتُه، ويتم تزويد القولون بكميّة صغيرة من الهواء، وتُؤخذ صور أشعَّة اكس إضافيّة.
يُطلَب عادةً من المريض أن يأخُذ وضعيَّات مُختَلِفة، وتُمَيَّل الّطاولة بشكل خفيف للحصول على عدد من المُشاهَدات المختلفة .
إذا تَواجَدَت شُكوك حَول احتماليّة وجود ثُقب في الأمعاء، يَستخِدم مادّة تباينيّة أخرى تَذوب بالماء كعامل بديل عن الباريوم، وتكون الإجراءات الأخرى متشابِهة، بالّرغم من أنَّ الّصورة ستكون أقل جَودة، في حالةِ وجود الانثقاب، ستتسرَّب المادّة من المِعَى(جمع أمعاء) إلى الّتجويف البيرتوني(جوف الّصفاق)، المادّة القابِلة للذَوَبان بالماء أقلّ تعتيماً بالمُقارنَةِ من الباريوم، ستظهر الحاجة لعمل شق بطني من أجل إزالة المادّة الّتبايُنيّة.

## الّتحضيرات
الّتنظيف الّشامل والكامِل للأمعاء الغليظة ضروريّ للحصول على الّصورة الّصحيحة والّدقيقة.تتضمّن الّتحضير لنِظام غِذائي خاص يتضمّن الّسوائِل الّصافية كالماء أو عدم أخذ شَيءعن طريق الفم خِلال فَترَة مُنتَصَف الليل، شُرب قارورة من سترات المغنيسيوم(مُليِّن)، وحُقنَة شرجيَّة من الماءِ الّدافِئ لِصَرف وإخراج أيَّة أجزاء متبقيّة من البُراز.

## الهدف-الغايَة

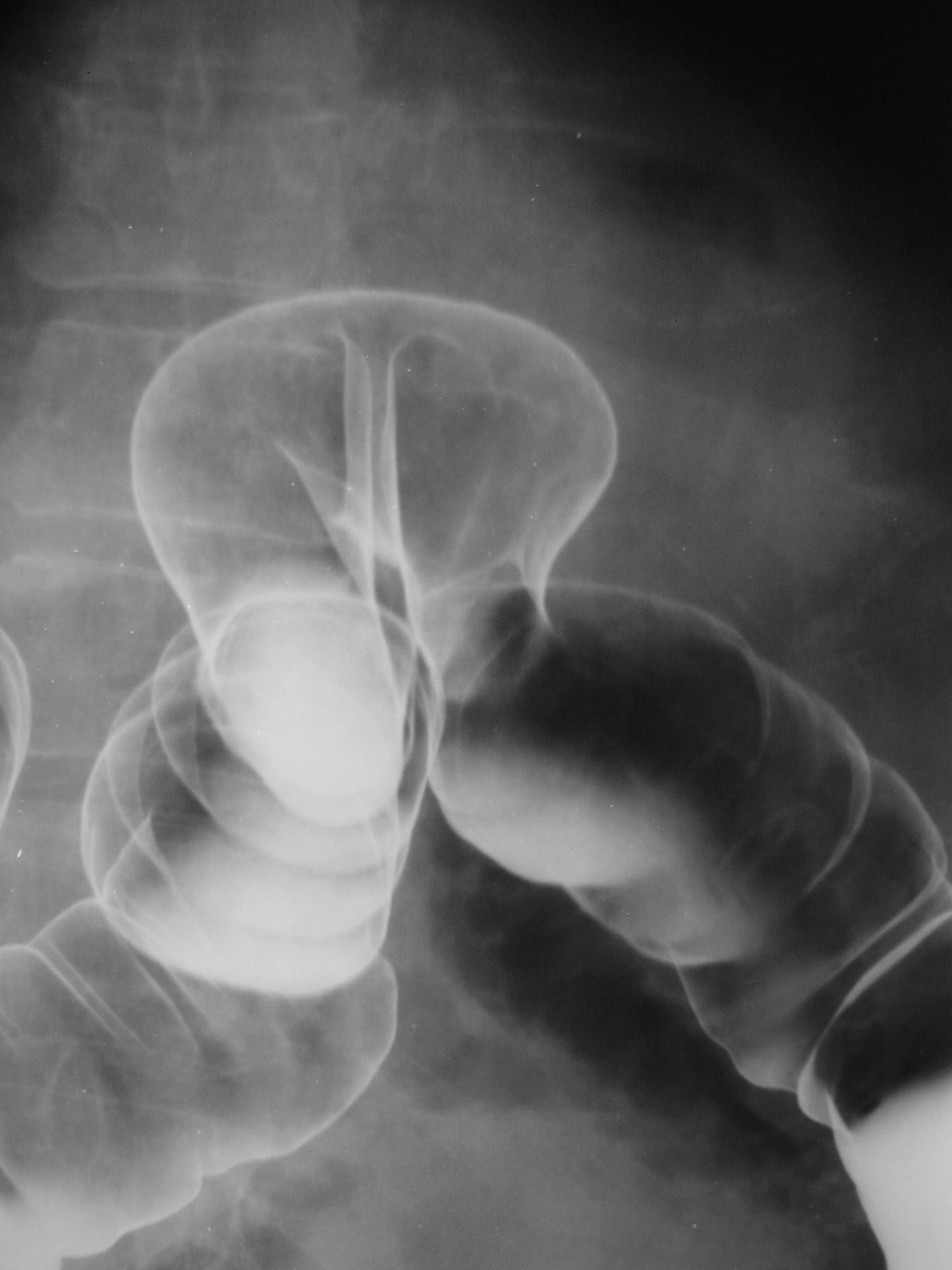
حُقنة الباريوم تُظهِر الانفتاق القولوني بِشَكِل واضح

حُقَن الباريوم هي أكثر الّطرق المُستَخدَمة شيوعاً للتحقُّق من صِحة الأمعاء؛ فَهي تُساعِد في تشخيص وتقدير طبيعة ومدى أمراض الأمعاء الالتهابيّة مِثِل: التهاب القولون الّتقرُّحي، وداء كرون، يُمكِن مُشاهَدِة الّزوائِد اللحميّة، وعلى الرُّغم من ذلك لا يتم إزالتها خِلال الفحص كما هو الحال في تنظيرِ القولون-من الممكن أن تكون سرطانِيّة، هُناك مشاكل أُخرى كالُّرُتاج أو داء الّرُتوج(أكياس صغيرة تتشكّل على جِدار القولون ومِن المُمكن أن تلتهب)،و الانغلاف يُمكن أن تَظهر في هذا الاختبار (في بعض حالات الانغلاف يُمكن للاختبار نفسه أن يُعالجها).أيضا يُمكِن مُلاحظة وجود التهاب الّزائدة الّدودية الحادّ أو التواء عروة من الأمعاء، إذا كانت الّصورة طبيعيّة فيُمكِن اعتبار وجود مُسبِّب طبيعي وظيفي مثل: مُتلازِمة القولون المُتهيِّج.
يجب أن يَملأ الباريوم القولون الّسليم بِشَكِل موَحَّد ومُنتَظِم بِحَيث يظهر كل من كِفاف (مُحيط) الأمعاء بِشَكِل طبيعي، الّسالِكيًة(ينبغي أن تكون مفتوحة بحريًة) والوَضعيّة.

## يُمكِن أن يُجرى الاختبار للحالات الّتالية أيضاً
- التهاب المعدة والأمعاء والتهاب القولون الّناتج عن الفيروس المُضَخِّم للخلايا.
- مرض هيرشسبرونغ.
- انسداد الأمعاء.
- الانغلاف (عند الأطفال).

## المخاطِر
يتم رَصد الأشِعّة الّسينيّة وتَنظيمها بِهدَف الّتعرُّض لأدنى حد مُمكِن من الإشعّاعات اللاّزِمة للحُصول على الّصورة، ويَشعُر مُعظَم الخبراء بأنَّ المخاطِر مُنخفِضة بالمُقارنة مع الفوائِد، الّنساء الحوامِل والأطفال هم الأكثر حساسيّة لمَخاطِرالإشعّاعات المؤيّنة.
تَكمُن الخطورة في احتماليّة حدوث الانثقاب المعوي.

## اعتبارات خاصّة
الّتصوير المَقطَعي والمَوجات فَوق الّصوتيّة هي الآن الاختبارات التي يتم استخدامِها للتقييم الابتدائي والأوَلي لكتل المِعي (الأمعاء)،وأصبَح تنظير القولون الآن مِعياراً يُستَخدَم لِفَحص القولون الّروتيني لِمَن هُم فوق سِن الخمسين أو للذين لدَيهِم تاريخ عائلي بالإصابة بالّزوائِد اللحميّة أو سرطان القولون، على الّرغم من ذلك فإنّه مِن المألوف أن يتَعيَّن القيام بِحُقنَة الباريوم بعدتنظير القولون للمزيد من الّتقييم.
انظر أيضًا:
سِلسِلَة الجِهاز المعدي المعوي العلوي

## روابط خارجية
- Duplicated Colon on Barium Enema نسخة محفوظة 15 ديسمبر 2012 at Archive.is - MedPix Medical Image Database
- RadiologyInfo - The radiology information resource for patients: Barium Enema
- NIH page on barium enemas